# Колибри-пчёлка
Колибри-пчёлка (лат. Mellisuga helenae) — вид колибри рода колибри-пчёлок. Самые маленькие птицы в мире.

## Описание
У самцов средняя длина составляет 5,51 см, а средняя масса — 1,95 г; у самок — 6,12 см и 2,6 г. По некоторым данным, эти птицы могут весить даже 1,6 г. Они легче, чем отдельно взятое перо страуса. Сердце птицы совершает от 300 до 500 ударов в минуту.
У взрослого самца оперение верхней стороны тела голубовато-синее, нижней — серое; на голове и шее перья переливаются разными цветами. На солнце перья шеи сверкают ярко-красным. Самки менее яркие: верхняя сторона тела зелёная, низ серо-белый с ярко-белыми кончиками перьев хвоста.

## Распространение
Эндемик Кубы. Птице необходимы лесистые области, и поэтому сегодня её можно встретить только в нескольких регионах главного острова Куба, в частности в районе Гаваны, в болотах Сапаты и на полуострове Гуанаакабибес. Ранее встречались и на острове Хувентуд (который раньше назывался о. Пинос).
Количество особей неизвестно; существует оценка в 100 000. Виду угрожает разрушение среды обитания, в частности, уничтожение лесов; его состояние оценивается как близкое к уязвимому положению.

## Питание
Колибри-пчёлка питается исключительно нектаром. Она зависает в воздухе перед растением, совершая более 90 взмахов крыльями в секунду, и высасывает нектар. Кормится на любой высоте. Нектар собирает только на 15 видах растений, из которых чаще всего на следующих 10 видах: Hamelia patens (Rubiaceae), Chrysobalanus icaco (Chrysobalanaceae), Pavonia paludicola (Malvaceae), Forsteronia corymbosa (Apocynaceae), Lysiloma latisiliquum (Mimosaceae), Turnera ulmifolia (Passifloraceae), Antigonon leptopus (Polygonaceae), Clerodendrum aculeatum (Verbenaceae), Tournefortia hirsutissima (Boraginaceae) и Cissus obovata (Vitaceae).

## Размножение
Гнездится с апреля по июнь. Гнездо в диаметре равно 2 см. В период размножения самцы отличаются красно-розовой окраской головы, подбородка и горла. Длина яйца этого колибри варьирует от 6,35 до 11,4 мм.

## Открытие
Колибри-пчёлка была открыта в 1844 году кубинским натуралистом немецкого происхождения Хуаном Гундлахом, но научное описание вида впервые опубликовал Хуан Лембейе в 1850 году. Видовое название — в честь Хелены Бут (Helena Booth), способствовавшей Гундлаху.